# La Guinea (Panamá)
La Guinea es un corregimiento del distrito de Balboa en la provincia de Panamá, República de Panamá. La localidad tiene 83 habitantes (2010).